# Méthodisme (philosophie)
Pour les articles homonymes, voir Méthodisme.
En philosophie de la connaissance, le méthodisme désigne une approche épistémologique où la question « Comment savons-nous? » est posée avant la question « Que savons-nous? ». Le terme apparaît dans l'ouvrage Le Problème du critère de Roderick Chisholm et dans celui de son élève Ernest Sosa The Raft and the Pyramid: Coherence versus Foundations in the Theory of Knowledge. Le méthodisme contredit le particularisme qui répond à la dernière question avant de répondre à la première.
Puisque la question « Comment savons-nous? » ne présuppose pas que nous savons, elle est ouverte au scepticisme. C'est ainsi, affirme Sosa, que Hume n'est pas moins que Descartes un méthodiste épistemologique.

## Source de la traduction
- (en) Cet article est partiellement ou en totalité issu de l’article de Wikipédia en anglais intitulé « Methodism (philosophy) » (voir la liste des auteurs).